# Miemalansaari
Miemalansaari är en ö i Finland. Den ligger i sjön Vanajavesi och i kommunen Tavastehus i den ekonomiska regionen  Tavastehus ekonomiska region  och landskapet Egentliga Tavastland, i den södra delen av landet, 90 km norr om huvudstaden Helsingfors. Öns area är 9,3 hektar och dess största längd är 400 meter i öst-västlig riktning.